# Serhi Breus
Serhi Petróvych Breus –en ucraniano, Сергій Петрович Бреус– (Zarichchia, URSS, 30 de enero de 1983) es un deportista ucraniano que compitió en natación, especialista en el estilo mariposa.
Ganó una medalla de bronce en el Campeonato Mundial de Natación de 2005 y dos medallas de plata en el Campeonato Mundial de Natación en Piscina Corta, en los años 2006 y 2008.
Además, obtuvo tres medallas en el Campeonato Europeo de Natación entre los años 2004 y 2008, y dos medallas de plata en el Campeonato Europeo de Natación en Piscina Corta, en los años 2004 y 2005.

## Palmarés internacional
| Campeonato Mundial                  | Campeonato Mundial       | Campeonato Mundial | Campeonato Mundial |
| Año                                 | Lugar                    | Medalla            | Prueba             |
| ----------------------------------- | ------------------------ | ------------------ | ------------------ |
| 2005                                | Montreal (Canadá)        | Medalla de bronce  | 50 m mariposa      |
| Campeonato Mundial en Piscina Corta |                          |                    |                    |
| Año                                 | Lugar                    | Medalla            | Prueba             |
| 2006                                | Shanghái (China)         | Medalla de plata   | 50 m mariposa      |
| 2008                                | Mánchester (Reino Unido) | Medalla de plata   | 50 m mariposa      |
| Campeonato Europeo                  |                          |                    |                    |
| Año                                 | Lugar                    | Medalla            | Prueba             |
| 2004                                | Madrid (España)          | Medalla de oro     | 50 m mariposa      |
| 2006                                | Budapest (Hungría)       | Medalla de oro     | 50 m mariposa      |
| 2008                                | Eindhoven (Países Bajos) | Medalla de plata   | 50 m mariposa      |
| Campeonato Europeo en Piscina Corta |                          |                    |                    |
| Año                                 | Lugar                    | Medalla            | Prueba             |
| 2004                                | Viena (Austria)          | Medalla de plata   | 4 × 50 m estilos   |
| 2005                                | Trieste (Italia)         | Medalla de plata   | 4 × 50 m estilos   |